# Peperomia multispica
Peperomia multispica är en pepparväxtart som beskrevs av C. Dc.. Peperomia multispica ingår i släktet peperomior, och familjen pepparväxter. Inga underarter finns listade i Catalogue of Life.